# Озёрная (Киевская область)
Озёрная (укр. Озерна) — село, входит в Белоцерковский район Киевской области Украины.
Население по переписи 2001 года составляло 2975 человек. Почтовый индекс — 09129.

## Местный совет
09183, Киевская обл., Белоцерковский р-н, с. Озёрная, ул. Ленина, 39

## История
В ХІХ столетии село Езерное (Озерная) было волостным центром Езерянской волости Васильковского уезда Киевской губернии. В селе была Рождество-Богородицкая церковь. Священнослужители Рождество-Богородицкой церкви:
- 1847 — священник Тимофей Каченовский